# Zambanga
Zambanga est une commune rurale située dans le département de Boulsa de la province du Namentenga dans la région Centre-Nord au Burkina Faso. 

## Géographie
Importante commune par sa population mais très dispersée en de nombreux centres d'habitation isolés, Zambanga est situé à 7 km au nord de Boulsa, le chef-lieu du département et de la province. La commune est localisée entre, à l'ouest, la route nationale 15 qui relie Boulsa à Kaya, et à l'est, la route régionale 1 qui relie Boulsa à Zéguédéguin puis Tougouri.
Le territoire de Zambanga présente la particularité de posséder des collines et des affleurements marqués.

## Éducation et santé
Le centre de soins le plus proche de Zambanga est le centre de médical avec antenne chirurgicale (CMA) de la province à Boulsa.
Le village possède deux écoles publiques primaires (A et B).